# 拉祜民族发展党
拉祜民族发展党 (縮寫 LNDP或LHNDP）是缅甸的一个少数民族政党。
该党派出一位名叫丹尼尔·昂的党员参与了1990年緬甸議會選舉并赢得了一个代表掸邦孟宾镇区的人民院席位。但他的获选没有被随后夺权的军政府承认。该党于2010年4月29日重新注册以参加2010年缅甸议会选举。